# 元后
元后（げんこう）は、中国の古典における天子を表す語である。「元」は天のことを、「后」は大君、君主のことを表すとされる。また、天子の正妻（皇后）のことを表す語ともされる。